# Pachycornia
Pachycornia es un género de plantas fanerógamas con cuatro especies pertenecientes a la familia Amaranthaceae.

## Taxonomía
El género fue descrito por Joseph Dalton Hooker y publicado en Genera Plantarum 3: 65. 1880. La especie tipo es: Salicornia robusta F. Muell. 

## Especies
| - Pachycornia arbuscula - Pachycornia robusta - Pachycornia tenuis - Pachycornia triandra |